# Bulletin of the New York Botanical Garden
El Bulletin of the New York Botanical Garden, (abreujat Bull. New York Bot. Gard.), va ser una revista amb il·lustracions i descripcions botàniques editada a Nova York. Es van publicar 14 volums des de l'any 1896/1900 i 1929/1932. S'hi van publicar 980 noms binomials.